# 賈頓半齒脂鯉
賈頓半齒脂鯉，為輻鰭魚綱脂鯉目脂鯉亞目半齒脂鯉科的其一種，分布於南美洲巴西Trombetas河流域，體長可達24.7公分，棲息在底中層水域，生活習性不明。